# Arthwyr ap Pedr
 Arthwyr ap Pedr (fl. début du VIIe siècle) est un souverain du royaume de Dyfed.

## Contexte
Arthwyr ou Arthur ap Pedr apparaît dans la généalogie des rois de Dyfed du manuscrit des Harleian genealogies comme le successeur de Pedr,.

## Biographie
Sa position dans la lignée permet de situer sa naissance vers 560. Il est également mentionné comme « Arturius Petri filius » dans quelques notes imprimées de  « l'Itinéraire » de John Leland. Les autres personnages mentionnés qui l'entourent sont  Saturnlius (pour Saturnius), c'est-à-dire  Sadyrnfyw  évêque de Mynyw, Laurod [Llawrodd], abbé de Penalun, et Cuhelin [Cuhelyn], abbé de Llanisan. Comme Sadyrnfyw meurt en 831 on estime que ces ecclésiastiques sont les témoins de la confirmation d'une donation faite à l'origine par Arthur ap Pedr. Il laisse un fils Noë [Nowy] ap Arthur.